# Terrytown (Louisiane)
Pour les articles homonymes, voir Terrytown.
Terrytown est une census-designated place (CDP) de la paroisse de Jefferson dans l'État de Louisiane aux États-Unis.

## Démographie
La population était de 23 319 habitants en 2010.